# UTC−03:30
UTC−03:30 est un fuseau horaire, en retard de 3 heures et 30 minutes sur UTC.

## Zones concernées

### Toute l'année
Aucune zone n'utilise UTC-03:30 toute l'année :
- Brésil :  Minas Gerais

### Heure d'hiver (hémisphère nord)
Les zones suivantes utilisent UTC-03:30 pendant l'heure d'hiver (dans l'hémisphère nord) et UTC-2:30 à l'heure d'été :
- Canada :  Terre-Neuve-et-Labrador (île de  Terre-Neuve, sud-est du  Labrador).

### Heure d'hiver (hémisphère sud)
Aucune zone n'utilise UTC-03:30 pendant l'heure d'hiver (dans l'hémisphère sud) et UTC-2:30 à l'heure d'été.

### Heure d'été (hémisphère nord)
Aucune zone n'utilise UTC-03:30 pendant l'heure d'été (dans l'hémisphère nord) et UTC-04:30 à l'heure d'hiver.

### Heure d'été (hémisphère sud)
Aucune zone n'utilise UTC-03:30 pendant l'heure d'été (dans l'hémisphère sud) et UTC-04:30 à l'heure d'hiver.

## Géographie
La province canadienne de Terre-Neuve-et-Labrador fait partie des régions du monde où l'heure légale ne correspond pas à un décalage entier par rapport à UTC : elle est située théoriquement dans le fuseau horaire UTC-4, mais suffisamment proche de la limite de celui-ci pour qu'UTC−03:30 corresponde à une meilleure approximation de l'heure solaire moyenne locale.